# Eupatrides lobatus
Eupatrides lobatus är en insektsart som beskrevs av Bolívar, C. 1931. Eupatrides lobatus ingår i släktet Eupatrides och familjen Chorotypidae. Inga underarter finns listade i Catalogue of Life.